# Ibn Qutayba
Abū Muḥammad ʿAbd Allāh ibn Muslim ibn Qutayba al-Dīnawarī al-Marwazī, mejor conocido simplemente como Ibn Qutayba (árabe: ابن قتيبة; c. 828-13 de noviembre de 889) fue un erudito islámico de ascendencia persa.
Ejerció como cadí durante el califato abasí, pero es más conocido por sus contribuciones a la literatura árabe. Fue un teólogo athari y polímata que escribió sobre diversos temas, como exégesis coránica (tafsir), hadices, teología (kalam), filosofía, derecho y jurisprudencia (fiqh), gramática, filología, historia, astronomía, agricultura y botánica.

## Biografía
Su nombre completo es Abū Muḥammad ʿAbdullāh b. Muslim ibn Qutaybah ad-Dīnawarī. Nació en Kufa en lo que ahora es Irak. De ascendencia persa, su padre provenía de Merv, Jorasán. Habiendo estudiado tradición y filología, llegó a ser cadí en Dinavar durante el reinado de Al-Mutawákkil, y luego maestro en Bagdad, donde sería torturado y asesinado.
Fue el primer representante de la escuela de filólogos de Bagdad que sucedió a las escuelas de Kufa y Basora. Era conocido como un oponente vocal del islam 'gentil' o shu'ubi, es decir, la apertura a la sabiduría y los valores no islámicos.

## Legado
Los musulmanes suníes lo consideraban un maestro de hadices, el principal filólogo, lingüista y hombre de letras. Además de su crítica literaria y antologías, también era conocido por su trabajo en los problemas del tafsir o interpretación del Corán. También fue autor de obras sobre astronomía y teoría jurídica. Su libro Uyun al-Ajbar, junto con la literatura romántica de Muhammad bin Dawud al-Zahiri e Ibn Abi Tahir Tayfur, fueron consideradas por el lexicógrafo Ibn Durayd como las tres obras más importantes para aquellos que deseaban hablar y escribir con elocuencia.

No puede haber gobierno sin ejército,

No hay ejército sin dinero,

No hay dinero sin prosperidad,

Y no hay prosperidad sin justicia y buena administración.

Ibn Qutayba sobre el buen gobierno.

Su obra Taʾwīl mukhtalif al-hadīth fue uno de los primeros tratados atharíes influyentes que reprendió a los racionalistas sobre la naturaleza de la tradición. En su tratado, Ibn Qutayba censura a los mutakallimūn (teólogos escolásticos) por tener puntos de vista contradictorios y diferentes sobre los principios de la religión.